# Njanza
Njanza eller Njabisindu är en stad i Södra provinsen i Rwanda. Staden hade 55 669 invånare år 2002. 

## Historia
Njanza eller Njabisindu var huvudstaden i kungariket Rwanda från 1958 till 1962.
Under folkmordet i Rwanda var staden Njanza platsen för en stor massaker av tutsier och moderata hutuer.

## Sport
- Rayon Sports FC (fotbollsklubb)